# فیلیپ، پادشاه بلژیک
فیلیپ (زادهٔ ۱۵ آوریل ۱۹۶۰ در بروکسل)، پادشاه مشروطه کنونی بلژیک است. او پسر اول آلبرت دوم بلژیک و همسرش ملکه پائولا است که در ۲۱ ژوئیه ۲۰۱۳ پس از کناره‌گیری پدرش از مقام سلطنت، به این مقام رسید. همچنین وی پسردایی آنری، دوک اعظم لوکزامبورگ می‌باشد.